# Mystic Pop-up Bar
Mystic Pop-up Bar (쌍갑포차?, SsanggappochaLR; lett. "Il doppio pojangmacha") è una serie televisiva sudcoreana trasmessa su JTBC dal 20 maggio al 25 giugno 2020, tratta dall'omonimo webtoon di Bae Hye-soo. Internazionalmente è distribuita da Netflix.

## Trama
La scontrosa Weol-ju, l'innocente dipendente part-time Han Kang-bae e un ex-detective dell'aldilà noto come Capo Gwi gestiscono un misterioso pojangmacha che di notte va a trovare i clienti in sogno per aiutarli a risolvere i loro problemi. Con un solo tocco, Kang-bae è in grado di far confessare alle persone tutti i loro guai, una dote molto utile per Weol-ju, la quale ha l'incarico di risolvere i rancori di 100.000 anime.

## Personaggi e interpreti
- Weol-ju, interpretata da Hwang Jung-eum e Park Si-eun (da giovane)
- Han Kang-bae, interpretato da Yook Sung-jae
- Capo Gwi, interpretato da Choi Won-young e Song Geon-hee (da giovane)